# مشيريجة (غرب كارون)
مشيريجة (بالفارسية: مشیریجه) هي منطقة سكنية تقع في إيران في قسم غرب كارون الريفي.